# Gravitropismus

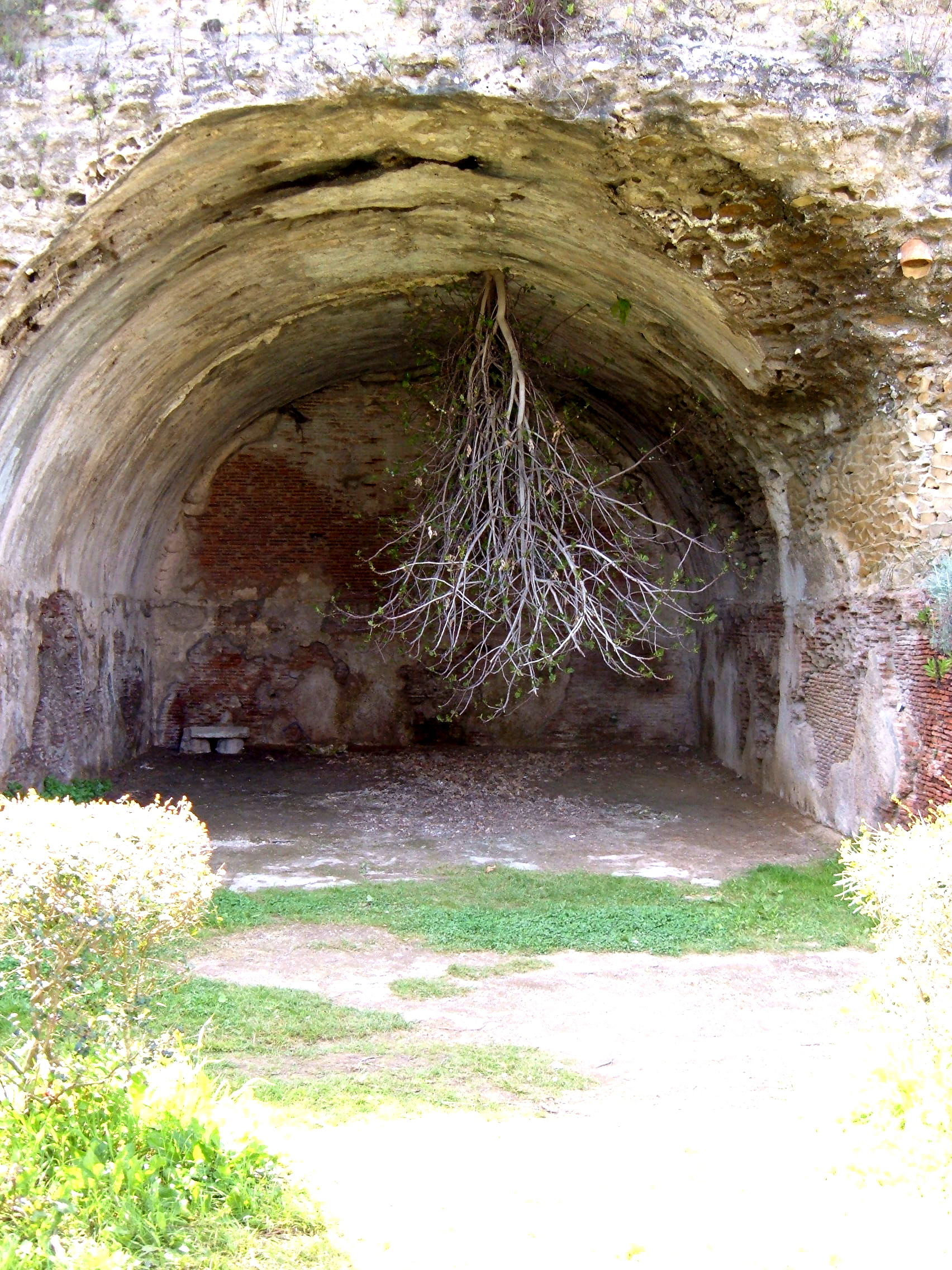
Příklad gravitropismu v pozůstatcích sklepa římské vily v archeologické lokalitě v Baiae, Itálie. Konce větví mají snahu růst nahoru.

Gravitropismus (též geotropismus) je druh tropismu, při kterém se rostlina orientuje podle směru gravitace. Rostlinné orgány rostoucí směrem dolů se označují jako pozitivně gravitropické (kořeny), orgány rostoucí směrem nahoru jako negativně gravitropické (prýt).

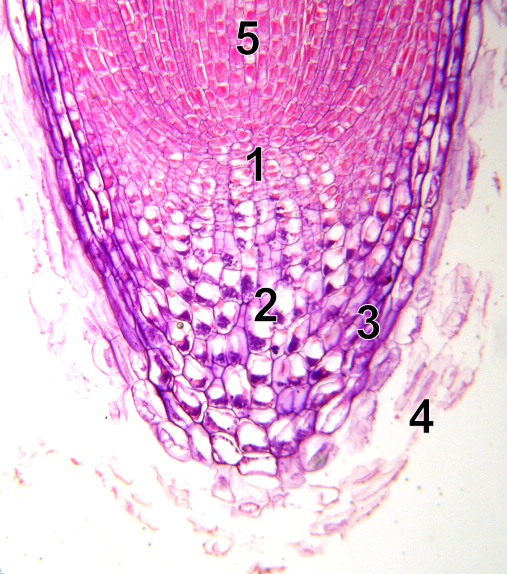
Kořenová čepička se škrobovými zrny.

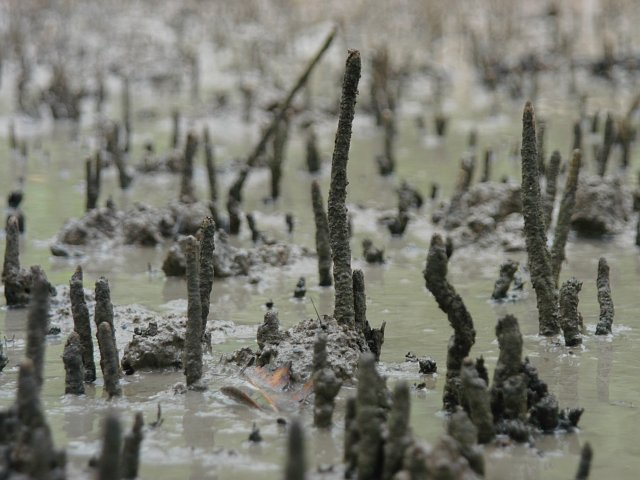
Negativní gravitropismus u vzdušných kořenů.

Gravitropickou reakci zprostředkovává fytohormon auxin. Auxin, syntetizovaný v mladých nadzemních částech rostliny, proudí středním válcem stonku a posléze kořene do kořenové čepičky, do buněk zvaných statocyty, ve kterých se nacházejí škrobová zrna zvaná statolity. Ta svým umístěním a pohybem v rámci buňky informují rostlinu o směru gravitace. Poloha statolitů následně rozhoduje o umístění proteinových přenašečů auxinu PIN-FORMED (PIN) na plazmatické membráně těchto buněk. Na té straně buněk, kde se vlivem gravitace hromadí statolity, budou umístěny proteiny PIN, které zajistí odtok auxinu ze statocytů do příslušného směru. Pokud je kořen ve vertikální poloze, bude ze statocytů auxin proudit rovnoměrně do všech stran a dále pak stoupat vzhůru pokožkou do starších částí kořene. Při naklonění kořeně do nepřirozené vodorovné polohy dojde k akumulaci proteinů PIN na spodní membráně statocytů a k přednostnímu toku auxinu spodní stranou kořene. Na této straně vykazuje auxin inhibiční efekt na prodlužování kořenových buněk a proto svrchní strana kořene méně ovlivněná auxinem poroste rychleji, čímž se kořen prohne do oblouku ve směru gravitace. V nadzemních částech rostliny funguje obdobný mechanismus, auxin se taktéž hromadí na spodní straně nakloněného stonku, ale v tomto případě má na buňky opačný, stimulační růstový efekt, dojde tudíž k ohybu stonku směrem vzhůru.

## Historie
Gravitropismus se vyvinul před 350 milióny let a disponují jím jen semenné rostliny.

## Historie výzkumu
Gravitropismem se zabývali Charles a Francis Darwinowi a odhalili, že pro jeho regulaci je nezbytná signální role kořenového vrcholu. Podrobnému výzkumu gravitropismu se věnoval první světový fyziolog rostlin začínající v Praze, Julius von Sachs, který Darwinovu interpretaci odmítal ve prospěch mechanistického vysvětlení procesu, což se nakonec ukázalo jako chybné. Roli statolitů v gravitropismu odhalil Bohumil Němec, zakladatel české fyziologie rostlin. Funkci proteinů PIN v gravitropismu identifikoval Jiří Friml, moravský molekulární biolog působící dlouhodobě v zahraničí jako jedna z vůdčích osobností fytohormonálního výzkumu rostlin.

## Zajímavosti
V ČR se rozvíjí používání nové technologie pěstování rostlin. Pěstování zeleniny "hlavou dolů", "navzdory" gravitropismu.Plody a nadzemní část je lépe zásobována živinami a vodou vlivem gravitace, uvádí zlepšovatelé. Díky tomu mají mít údajně pěstitelé dříve úrodu. Z podobných důvodů je propagováno stejné pěstování jahod. Gravitropismus u stonků a zřejmě i kořenů rostlin tyčkových rajčat funguje stejně jako u normálních. Váha dorůstajícího stonku však zřejmě převažuje nad schopností růstu vzhůru. Toto pěstování má, mimo množství nevýhod, jedinou zřejmou výhodu – takto pěstované "tyčkové" rajče nepotřebuje vyvazovat k opoře.